# Apave
 (septembre 2024).
Apave est une société française spécialisé dans le domaine de la maîtrise des risques et réalise des activités de contrôle, d'inspection, de certification et de formation sur des thèmes liés à la sécurité.

## Présentation
Apave compte, en France et dans le monde, 500 000 clients et emploie 17 500 personnes. Le groupe Apave compte en France et en Outre-mer : 130 agences, 145 sites de formation et 18 centres d'essais.
Apave est spécialisée dans la gestion des risques techniques, environnementaux, humains et numériques. Dans le monde, il dispose de près de 50 filiales implantées en Europe, Asie, Moyen-Orient, Océan Indien et Afrique. Le Groupe est structuré autour d’une société mère, Apave SA (statut de société anonyme) et contrôle les filiales :
- Apave Exploitation France SAS ;
- Apave Infrastructures et Construction France SAS ;
- Apave Développement, regroupant les filiales françaises spécialisées (Apave Aéroservices, Sopemea, Apave Certification, BVT, etc.) ;
- Apave International, pour piloter et développer l’action du groupe à l’international ;
- OSAC, l'Organisme pour la sécurité de l'aviation civile (OSAC) qui a pour objet exclusif d'assurer, pour le compte de la direction de la sécurité de l'Aviation civile (DSAC), des missions de contrôle technique dans certains domaines de la sécurité de l'aviation civile[6],[7].

### Structure d'Apave
Le modèle d'actionnariat du groupe Apave a évolué en 2021 : en juillet 2021, PAI Partners a acquis 36 % des parts, aux côtés du Groupement des associations Apave (Gapave), qui reste l'actionnaire majoritaire; ainsi que la création d'un plan d'actionnariat salarié, qui a permis à 70 % des salariés français de devenir actionnaires du groupe. Le dispositif d'actionnariat salarié a été lancé en décembre 2021. Avec le soutien d'Equalis Capital, le groupe a initié cette option pour ses sociétés détenues à plus de 80% et basées en France. Par le biais de parts de réserve disponibles et d'une augmentation de capital, il a déployé le dispositif auprès de ses salariés français, sous la forme d'un fonds commun de placement d'entreprise (FCPE), qui représentent environ 70 % de son effectif et 8 201 personnes. Fin 2022, ce plan a reçu le prix « coup de cœur du jury » de la Fédération française des associations d'actionnaires salariés (FAS).
Les principaux  actionnaires du Groupe Apave sont l'Association Gapave (groupement des associations Apave), PAI Partners (fonds d'investissement européen) et les salariés du groupe (FCPE),,.

### Implantations
Apave est présent dans les treize régions administratives de la France métropolitaine ainsi que dans les départements et collectivités d'outre-mer : Guadeloupe, Guyane française, Martinique, Nouvelle-Calédonie, Réunion.
Apave est également présent à l'international dans de nombreux pays : Algérie (Certifer), Angola, Arabie Saoudite, Australie, Belgique, Belgique (Certifer), Brésil, Burkina Faso, Cameroun, Chine, Congo, Côte d'Ivoire, Côte d'Ivoire (AGTS), Croatie, Émirats arabes unis, Espagne, Gabon, Ghana, Guinée Conakry (AGTS), Guinée équatoriale, Île de la Réunion, Île Maurice, Inde, Indonésie, Italie, Italie (Apave Certification), Italie (Tecno Piemonte), Japon, Macédoine, Madagascar, Malaisie, Mali, Maroc, Monaco, Nigeria, Nouvelle-Calédonie, Portugal (ISQe), Qatar, Royaume-Uni, Sénégal, Serbie, Singapour, Suisse, Tchad, Thaïlande, Tunisie, Turquie (Certifer), Vietnam, Vietnam (Certifer).

## Historique
En 1867, la Société industrielle de Mulhouse crée les bureaux de l'Association des propriétaires d'appareils à vapeur (APAV).
Apave du Nord est fondée en 1873 par la Société industrielle du Nord de la France. C'est en 1949 que l'APAV devient l'Apave en raison du développement du service électrique. Elle est à l'origine de la première réglementation d'application nationale sur la sûreté de fonctionnement des machines à vapeur. Son premier ingénieur en chef, Paul Bonet, est diplômé de l'Institut industriel du Nord — devenu l'École centrale de Lille en 1991, — membre de la commission centrale des machines à vapeur auprès du ministre de l'industrie jusqu'en 1924.
Apave Normande (ANPAVE, à l'époque) est fondée en 1874 par la Société industrielle de Rouen, en prenant pour modèle l'association créée à Mulhouse à la suite de l'émigration de nombreux industriels alsaciens en 1870 vers la Normandie. Pendant plus d'un siècle, les premiers ingénieurs en chef sont issus de l'École centrale Paris : Walther Meunier (1874-1876), H. Roland (1876-1899), G. Maréchal (1899-1913), Louis Cauchois (1914-1952), Henri Bastard (1952-1960) et Henri Héron (1960-1976)[réf. souhaitée].
Depuis 2010, le contrôle de tous les acteurs de l'industrie aéronautique française et de tout ce qui vole en France dans le domaine civil incombe à l'OSAC, une filiale créée à cet effet par Apave. Elle remplace le Groupement pour la sécurité de l'aviation civile (GSAC), un groupement d'intérêt économique (GIE) qui liait auparavant Bureau Veritas et Egis Avia à la direction générale de l'Aviation civile (DGAC).
Fin 2019 voit l'arrivée de Philippe Maillard — ex-directeur général adjoint de Suez — en tant que directeur général. Depuis les mouvements sociaux se succèdent,,,.
Fin 2020, Apave absorbe 90 % de l'espagnol Eurocontrol,.
Début 2021, Apave présente un plan à horizon 2025 et souhaite modifier le statut associatif historique. Pour arriver à ses fins, le fonds de placement PAI Partners rentre alors au capital en investissant 250 millions d'euros, ce qui entraine une grève nationale,.
En 2021, Apave absorbe sept nouvelle structures : Rhexis, Camas, Oppida, LSTI, AxesSim, SixFoisSept et InspeXion.
Fin 2021, Apave absorbe la société italienne Tecno Piemonte ainsi que deux petites ou moyennes entreprises (PME) françaises.
En 2022, Apave absorbe Numip et CAT,,. Cette année est également marquée par une nouvelle grève nationale, faisant suite aux NAO,.
En 2023, Apave absorbe Baltic Control Group. Avec ce dernier achat, en l'espace de 2 ans, douze acquisitions ont donc été réalisées,.

## Activités commerciales
Le groupe Apave répond aux missions d'accompagnement des entreprises et des collectivités dans les domaines de contrôle, maîtrise des risques techniques, humains, environnementaux et numérique, à travers des prestations d'inspection, essais et mesures diverses, ainsi que formations et conseils.
Apave est née du secteur industriel qui reste un secteur important de ses activités. Apave intervient pour les acteurs publics et privés, de petite ou grande taille : établissement recevant du public (ERP), établissements industriels et tertiaire, entreprises recevant des travailleurs (ERT), petites et moyennes entreprises (PME).
Apave contrôle tous les aspects liés à l'hygiène, à la sécurité et à la qualité des équipements d'un chantier à risque comme par exemple celui d'ITER. Apave a également participé au succès du démontage de l'échafaudage de Notre-Dame de Paris et au contrôle de la qualité de l'air respiré par les ouvriers chargés de sa restauration. Sur la Tour Eiffel, ses inspecteurs veillent à ce que l'ascenseur soit changé, un pilier repeint ou la "Dame de Fer" actionnée dans les règles de l'art,. Le groupe français teste et certifie également des milliers de sites pour Électricité de France (EDF), Orano, Veolia, des entreprises de la chimie et de la sidérurgie, des opérateurs de transport ferroviaire et aérien dans 45 pays.
Avec le plan stratégique 2025, son objectif est, outre l'accélération de sa croissance en France et à l'international, d'accélérer l'innovation et la digitalisation. Le groupe fait donc évoluer ses métiers et se développe dans la sphère numérique. Cela passe par la réalité augmentée, la cybersécurité, le suivi des structures, l'industrie 4.0 et les jumeaux numériques, l'inspection à distance, etc. tout en poursuivant la modernisation de ses systèmes et services.
Pour accompagner son développement, Apave recrute significativement depuis quelques années.

### Les cinq métiers d'Apave

#### Inspection
Apave vérifie la conformité des installations techniques, équipements et process lors de leur mise en service et/ou de leur exploitation au regard de la réglementation. Apave conçoit des prestations d'accompagnement technique sur mesure en fonction des besoins de ses clients, sur tous types de projets complexes ou sensibles.

#### Formation professionnelle
L'Apave assure la formation professionnelle du secteur privé en France et la formation à la santé et à la sécurité au travail. Les formations sont dispensées par les salariés qui ont la particularité d'être initialement inspecteurs avant de pouvoir prétendre à devenir animateur de formations. Ils sont formés en interne et suivis par des organisations tiers qui fournissent agréments et habilitations.

#### Certification et labellisation
À travers son entité dédiée, Apave Certification, Apave délivre des certifications de systèmes de management (ISO), de produits ou de compétences.

#### Essais et mesures
Les laboratoires Apave réalisent des missions de prélèvements, d'analyses, d'essais industriels et de mesures réglementaires ou non et assistent leurs clients tout au long de leurs projets.

#### Conseil et accompagnement technique
Apave assiste ses clients sur des sujets comme la maîtrise des risques environnementaux, la santé et la sécurité de l'homme au travail, la performance de l'organisation, le management des hommes et des organisations.

### Mouvements sociaux
La fin de l'année 2019 voit l'arrivée de Philippe Maillard — ex-directeur général adjoint de Suez — en tant que directeur général. Depuis, les mouvements sociaux se sont succédé,,, :
- le 7 juin 2021, l'entreprise fait face à un mouvement social d'une ampleur et d'une vigueur inédites[43],[44],[45],[46]. Celui-ci fait suite à une volonté de la direction, en lien avec un changement de convention collective[47], d'ouverture de capital au fonds d'investissement PAI Partners[48] et d'une dénonciation de tous les accords collectifs en vigueur jusqu'au 31 décembre 2021[49],[50],[25]. Les salariés craignent que les contrôles réalisés deviennent low cost [25].
- le 21 juin 2022, les activités du groupe Apave sont de nouveau impactées par une grève nationale[51],[52] au cours de laquelle les salariés dénoncent « une logique capitalistique au détriment du salarié et de la qualité »[53]. Un des éléments déclencheurs est la paupérisation des salariés qui ne se voient proposer que 1,2 % d'augmentation[54] — dans le cadre des négociations annuelles obligatoires (NAO) — alors que l'inflation doit atteindre 7% avant fin 2022[55],[56].